# مساومة عام 1850
مساومة عام 1850، كانت عبارة عن حزمة مؤلفة من خمسة قوانين منفصلة أقرها الكونغرس الأمريكي في شهر سبتمبر من عام 1850. خففت المساومة من حدة المجابهة السياسية بين الدول المؤيدة للرق وتلك الحرة في ما يخص وضع الأقاليم المستحوذ عليها في الحرب الأمريكية المكسيكية. كذلك أفضت إلى ترسيم حدود تكساس الغربية والشمالية وتضمنت أحكامًا تناولت مسألة العبيد الهاربين وتجارة العبيد. تواسط في إبرام المساومة كل من عضو مجلس الشيوخ عن حزب اليمين هنري كلاي وعضو مجلس الشيوخ عن الحزب الديمقراطي ستيفن إيه. دوغلاس بدعم من الرئيس ميلارد فيلمور.
أثير نقاش حول وضع الرق في المناطق المستحوذ عليها حديثًا خلال الحرب الأمريكية المكسيكية، وذلك نظرًا لمساعي العديد من الجنوبيين الهادفة إلى إدخال الرق إلى الأقاليم ومقابلة الشماليين لمثل هكذا توسع بالمعارضة. وزاد من تعقيد النقاش إدعاء تكساس لجميع الأقاليم المكسيكية الواقعة إلى شمال وشرق نهر ريو غراندي ومن ضمنها المناطق التي لم تكن واقعة تحت سيطرتها من ذي قبل. أعاقت هذه القضايا إقرار قوانين جوهرية لإنشاء حكومات إقليمية منظمة للأراضي التي استُحوذ عليها في الحرب الأمريكية المكسيكية. طرح كلاي حزمة تألفت من ثمانية قوانين في مطلع عام 1850، وكان من شأن هذه القوانين تسوية معظم القضايا العالقة أمام الكونغرس. عارض كل من الرئيس زكاري تايلور وأعضاء حزب الأحرار المعارضين للرق من أمثال ويليام سيوارد، والديمقراطيين المؤيدين للرق مثل جون سي. كالهون مقترح كلاي، وجاء ذلك بالتزامن مع استمرار النقاش إزاء وضع الأقاليم. كانت هذه النقاشات حول مشروع القانون من الأشهر في تاريخ الكونغرس الأمريكي، ووصلت هذه الانقسامات إلى حد التشابك بالأيدي ورفع الأسلحة في أروقة الكونغرس.
كان دوغلاس في مقدمة من تزعموا محاولات إقرار الكونغرس لمساومة كلاي عقب وفاة تايلور ومجيء فيلمور إذ أقِرت خمسة قوانين منفصلة. تنازلت تكساس بموجب المساومة عن إدعائاتها على أراضي ما يعرف الآن بنيو مكسيكو وولايات أخرى مقابل تولي السلطات الفيدرالية لمسألة الدَين العام في تكساس. ضُمت كاليفورنيا باعتبارها ولاية حرة، في حين نظِمت الأجزاء المتبقية من الأراضي التي تنازلت عنها المسكيك لتدخل ضمن إقليم نيو مكسيكو وإقليم يوتا. وتبعًا لمفهوم السيادة الشعبية، كان لسكان كل إقليم الحق في تقرير مسألة السماح بالرق من عدمه. كذلك تضمنت المساومة قانونًا أكثر صرامة في ما يخص قضية العبيد الهاربين، بالإضافة إلى حظرها لتجارة العبيد في واشنطن العاصمة. أعاد قانون كنساس-نبراسكا فتح مسألة الرق في الأقاليم الجديدة بيد أن مساومة عام 1850 لعبت دورًا هامًا في تأخير اندلاع الحرب الأهلية الأمريكية.

## خلفية تاريخية
أعلنت جمهورية تكساس استقلالها عن المكسيك عقب اندلاع ثورة تكساس في عام 1836. كان هناك مشاعر قوية في كل من تكساس والولايات المتحدة من أجل تحرك الولايات المتحدة وضمها لتكساس، وذلك نظرًا لاستيطان عدد كبير من الأمريكيين لأراضيها. وقع الرئيس جيمس كيه. بولك قانونًا في شهر ديسمبر من عام 1845 يقضي بضم تكساس لتصبح الولاية الثامنة والعشرين في الاتحاد. سعى بولك لزيادة توسيع أراضي البلاد من خلال الاستحواذ على مقاطعة ألتا كاليفورنيا المكسيكية التي مثلت أراضٍ جديدة أمكن استيطانها، فضلًا عن كونها بمثابة بوابة محتملة لممارسة التجارة في آسيا. حاولت إدارة بولك شراء كاليفورنيا من المكسيك، ولكن أدى ضم تكساس إلى زيادة حدة التوترات بين المكسيك والولايات المتحدة. زاد من تشابك وضع العلاقات بين البلدين مطالبة تكساس بجميع الأراضي الواقعة إلى الشمال من نهر ريو غراندي، في حين اعتبرت المكسيك بأن المناطق الواقعة إلى الشمال من نهر نويسيس مثلت الحدود الأصح لتكساس.